# Knäckarbanketten
Knäckarbanketten är Sveriges Radios julkalender 2020. Radioprogrammet skrevs av Sara Bergmark Elfgren och regisserades av Eva Staaf med illustrationer av Emil Maxén. Producent var Camilla van der Meer Söderberg och Karin Andersson och ljudtekniker Frida Englund.

## Handling
Historien utspelar sig i ett hertigdöme som styrs av två tvillingbröder, Ludbert och Odert och handlar om barnen Ottilia och Amund, som måste kämpa mot krafter som vill skilja dem åt.

## Medverkande
- Jonas Leksell – lucköppnare
- Frida Mankert – Ottilia
- Mio Ollinen – Amund
- Maria Sundbom Lörelius – berättaren
- Andreas Rothlin Svensson – Ludbert
- Omid Khansari – Odert / hungersnöden / harledare
- Karin Franz Körlof – Helika
- Sven Björklund – bankettmästare von Fiesk / kokerska
- Rasmus Luthander – Dolf / Seved
- Olof Wretling – biskopsfisken / kapten Krut
- Angelika Prick – Petronella
- Aleksa Lundberg – basilisken
- Ivan Mattias Pettersson – Reprebus / major Dunder
- Eva Melander – mantikoran / Lucia
- Bahareh Razekh Ahmadi – Grå
- Laura Jonstoij Berg – Cajsa[1]

## Musik
- Kompositör – Frida Johansson
- Sång/cello – Eva Lestander
- Cembalo – Olov Lindroth
- Slagverk / syntar – Christian Gabel
- Fiol / tramporgel / syntar / piano – Frida Johansson

### Fotnoter
1. ↑  ”Medverkande i Knäckarbanketten”. Sveriges Radio. 9 november 2020. https://sverigesradio.se/artikel/7585011. Läst 17 december 2022.